# موتور محمد آزادچهر
موتور محمد آزادچهر یک منطقهٔ مسکونی در ایران است که در دهستان جازموریان واقع شده‌است.